# الفبای نبطی
الفبای نبطی نوعی الفبای ابجد است که توسط مردم نبطی که به زبان نبطی سخن می‌گفتند در سده ۲ پیش از میلاد مورد استفاده بود. مهم‌ترین سنگ‌نبشته‌هایی که با الفبای نبطی نوشته شده‌بودند در شبه‌جزیره سینا (بخشی از مصر کنونی) و پترا (شهری باستانی در جنوب اردن کنونی) یافت شده‌اند.
خط نَبَطی، خطی است که از خط آرامی ایجاد شده است. خط عربی به نحوی که در دورهٔ اسلامی معمول بود در زمانی قریب به اسلام از دو قوم اخذ شد؛ نخست از قوم نبطی در جانب حوران و دوم از سریانیان از طریق حیره (نزدیک کوفه). این هر دو خط از خطوط اسلامی و برای عرب کاملاً قابل تقلید بود. خط نبطی منشأ خط نسخ و کوفی بود که هر دو بعد از غلبه اسلام میان مسلمین باقی ماند و ظاهراً این هر دو خط را با هم بکار می‌بردند. خط نسخ بیشتر برای کتابت مصاحف می‌آمد. الفبای عربی از آن گرفته شده است.
در کتاب «تاریخ قرآن» رامیار آمده است: «اما خط نبطی چنین شهرت دارد که به دست نویسندگان یهودی و مسیحی که بیشتر به انواع مختلف خطوط آرامی کتابت می‌کردند، رواج یافته است.»
جز مردم عربستان جنوبی، بقیه به علت آسانی به آن خط می‌نوشتند. هنگام فتح عراق به دست مسلمانان، مدارس زیادی برای تعلیم خواندن و نوشتن این خط به نوجوانان وجود داشت.
این خط به نحوی شایع بود که بازرگانان عرب چون قصد شام و عراق می‌کردند، ناگزیر از آموختن این خط بودند. حتی یهودیان سالیان درازی پیش از اسلام آن را فراگرفته بودند و کسانی از اوس و خزرج نیز این خط را از ایشان آموخته بودند. مستشرقان، این خط را به نام خط عربی شمالی می‌شناسند. قرآن مجید به آن تدوین شد و پس از اسلام خط رایج همه عربستان گشت.

## حروف
| نبطی | نام  |
| ---- | ---- |
|      | اَلِف  |
|      | بِت   |
|      | گیمِل |
|      | دالِت |
|      | هه   |
|      | واو  |
|      | زَین  |
|      | حِث   |
|      | طِث   |
|      | یُذ   |
|      | کاف  |
|      | لَمِذ  |
|      | مِم   |
|      | نون  |
|      | سَمِخ  |
|      | عَین  |
|      | په   |
|      | صاد  |
|      | قُف   |
|      | رِش   |
|      | شین  |
|      | تاو  |